# Ваппеус, Иоганн Эдуард
Иоганн Эдуард Ваппеус (нем. Johann Eduard Wappäus; 17 мая 1812, Гамбург — 16 декабря 1879, Гёттинген) — немецкий географ, статистик и педагог, профессор Гёттингенского университета; член Гёттингенской академии наук. Зять геолога Иоганна Фридриха Гаусмана.

## Биография
Иоганн Эдуард Ваппеус родился 17 мая 1812 года в городе Гамбурге в семье судовладельца Георга Генриха Ваппеуса (1776—1836) и Анны Катарины Софии, урожденной Йорст (нем. Anna Catharina Sophia Jörst). Получил высшее образование в Гёттингенском и Берлинском университетах, где среди его преподавателей был один из основоположников современной географической науки Карл Риттер.

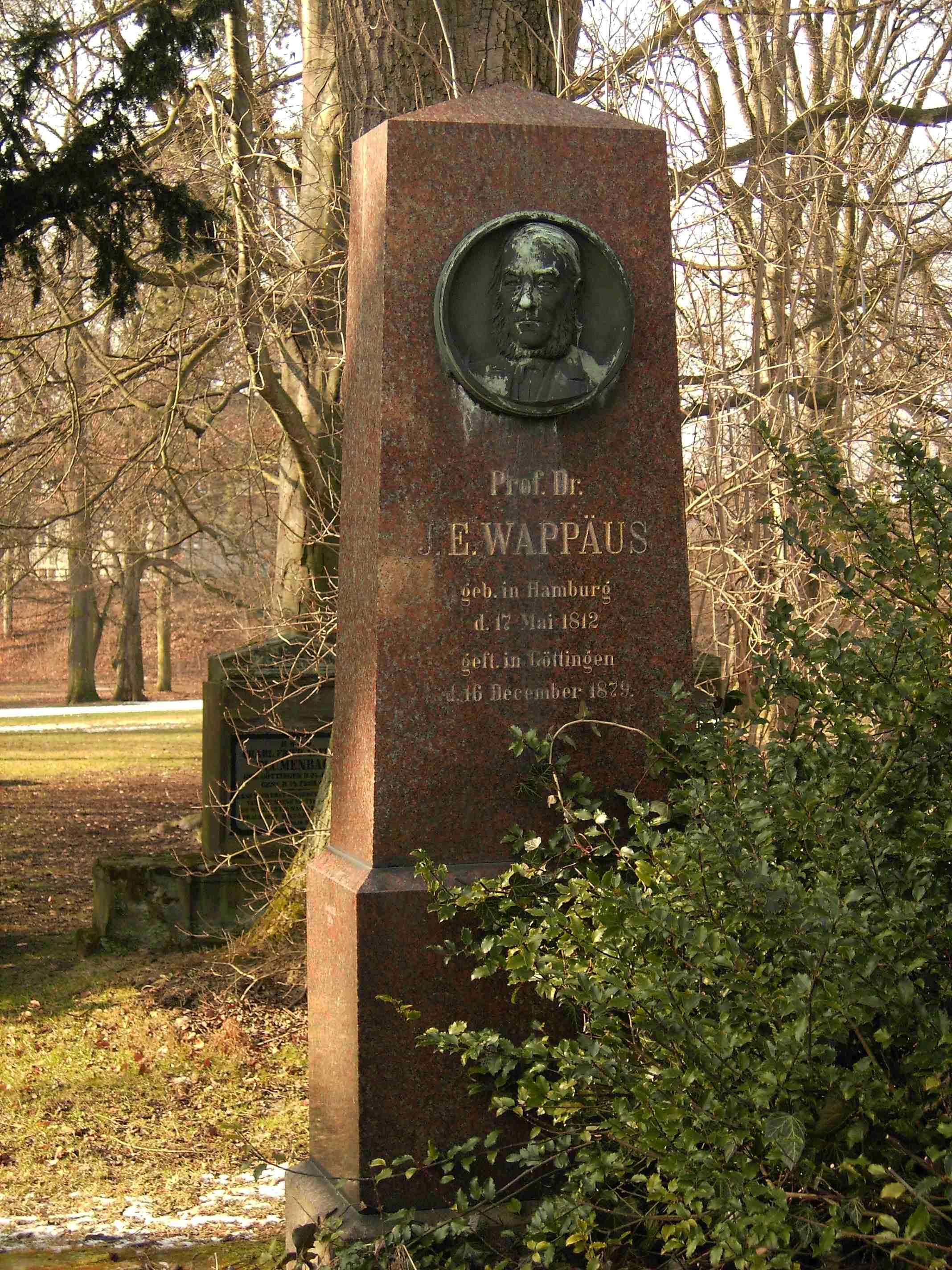
Могила Ваппеуса

В 1833–1834 годах Ваппеус принял участие в учебной экспедиции в Кабо-Верде и Бразилию. 
В 1838 году он получил квалификацию лектора в Геттингене, где в 1845 году стал доцентом. 
В 1842 году Иоганн Эдуард Ваппеус женился на Софи Фредерике Венер (1822–1846), дочери Иоганна Андреаса Венера, а 11 мая 1844 года у них родился сын Иоганн Андреас Георг Генрих Ваппеус (ум. 14 ноября 1893), получивший впоследствии степень доктора права. В 1847 году он женился повторно на Генриетте Гаусман (1812–1859), дочери профессора Иоганна Фридриха Гаусмана.
С 1851 года стал асессором, а с 1860 года действительным членом Гёттингенской академии наук.
В 1854 году он был назначен профессором географии и статистики в альма-матер.
Иоганн Эдуард Ваппеус умер 16 декабря 1879 года в городе Гёттингене.
Наиболее крупные научные работы учёного: «Deutsche Auswanderung und Kolonisation» (Лейпциг, 1846—48); «Vorlesungen über die allgemeine Bevölkerungsstatistik» (Лпц., 1859—61) и «Stein-Hörschelmanns Handbuch der Geographie und Statistik» (3 тома об Америке).